# Sapatos Italianos
Sapatos italianos - em sueco Italienska skor - é um romance do escritor sueco Henning Mankell, publicado em 2006 pela editora Leopard.

A tradução portuguesa foi editada pela Editorial Presença em 
2012, e é distribuída no Brasil pela Livraria Cultura e pela FNAC.

## Assunto
Fredrik Welin vive sozinho numa ilha do mar Báltico. Inesperadamente, recebe a visita de uma mulher, que foi importante na sua vida, 40 anos atrás.